# جیانگ کلو
جیانگ کلو (انگلیسی: Jiang Kelü؛ زادهٔ ۲۹ آوریل ۱۹۸۵)  شمشیرباز اهل چین است. وی در بازی‌های المپیک تابستانی ۲۰۱۲ شرکت کرده‌است.